# Association pour la valorisation des archives d'entreprises
 (octobre 2023).
Si vous disposez d'ouvrages ou d'articles de référence ou si vous connaissez des sites web de qualité traitant du thème abordé ici, merci de compléter l'article en donnant les références utiles à sa vérifiabilité et en les liant à la section « Notes et références ».
L’Association pour la valorisation des archives d'entreprises, en néerlandais Vereniging voor de valorisatie van bedrijfsarchieven (AVAE-VVBA) est une association sans but lucratif de droit belge fondée en 1985. 

## Objectifs
L'AVAE présente l'originalité d'être un point de contact entre secteur public et privé, elle est une sorte de coentreprise entre le monde des affaires et un des établissements scientifiques fédéraux belges : les Archives de l’État. On retrouve donc au sein de son conseil d'administration des représentants de groupes belges ou actifs en Belgique mais aussi des représentants du monde universitaire et des Archives de l'État en Belgique.
Celles-ci collaborent d'ailleurs étroitement avec l'AVAE, dont le siège social est fixé aux Archives générales du Royaume, siège central des Archives de l’État L’un des deux secrétaires de l’AVAE est issu du monde de l’entreprise, l’autre des Archives de l'État en Belgique.
Née en 1985, l’AVAE est la plus ancienne association belge d’archives d’entreprises. Dans le paysage culturel belge, fortement marqué par le fédéralisme, l'AVAE présente l'originalité d'être une plateforme fédérale pour la promotion des archives d'entreprises.

## Réalisations
L'AVAE a déjà travaillé avec les entreprises et groupes suivants: Belgacom, CBR (groupe HeidelbergCement), Electrabel, Société générale de Belgique, Suez (groupe), Umicore… Mais aussi pour
NYSE Euronext Belgique ou des groupements professionnels comme la Fédération des entreprises de Belgique. Avec BNP Paribas Fortis , l'AVAE a développé un projet à l'échelle de la Belgique de conservation in situ et de valorisation d'archives par l'entreprise productrice elle-même.